# Paritta
A paritta (páli, szanszkrit: pari+tra „védelem”, szingaléz: pirit)  buddhista fogalom, melynek jelentése „védelem” vagy „védelmezés”. Azokra a buddhista gyakorlatokra vonatkozik, amelyek során azért kántálnak bizonyos verseket vagy egyéb paritta szövegeket, hogy védelmet nyerjenek különböző veszélyekkel szemben. A buddhizmus történetének korai időszakától kezdve kántálnak a buddhista szerzetesek és a világi gyakorlók paritta szuttákat.

## Használata
A páli irodalomban ezeket a bizonyos csapások elkerülésére használt rövid verseket Gautama Buddhának tulajdonítják. Ezért a buddhista hagyományokban úgy tartják, hogy a paritta szövegek képesek gyógyítani és védelmezni. Ha szerzetesek egész éjjelen át paritta verseket szavalnak, az biztonságot, békét és jólétet hoznak az egész világi közösség számára. Ilyen recitálásokat szoktak végezni bizonyos alkalmakkor is, mint például egy új templom vagy lakóház felavatása, temetés vagy halotti évforduló. Használják még a paritta verseket ártó szellemek távol tartására is.

## Szövegtípusok
A páli kánon különböző versei tartoznak a paritta költemények közé.

### Áhitatos
A legtöbb paritta hódolatát fejezi ki Buddha előtt, vagy tágabb értelemben, a három drágaság (Buddha, Dhamma, Szangha) előtt. Ezek közül az egyik legismertebb a Ratana-szutta (Szn 2.1) (részlet):
Bármilyen kincsről legyen szó ezen a világon vagy azon túl, bármilyen drága ékszer is legyen a mennyei világokban, egyik sem ér fel a Tathágatához (a Tökéleteshez). Ez a drágaság a Buddha. Az igazság kinyilatkoztatása által legyen boldogság.

### Segélykérő
Néhány paritta kifejezetten segítségért fordul Buddhához. Ennek egyik példája a Szamjutta-nikája gyűjteményhez tartozó Csandima-szutta (SN 2.9) vagy a Szurija-szutta (SN 2.10). Ezekben a költeményben Csanda és Szurija is úgy védik meg magukat  Rahu istentől, hogy rövid versek szavalásával éltetik Buddhát és kérik a segítségét:
"Ó Buddha, Te hős, aki mentes vagy minden gonosztól, hódolatom Neked! Bajba keveredtem, légy a megmentőm!"

### Megáldó
Másik fajta parittának számítanak a Buddha erényei helyett, az egyén paritta-szavalásából származó erényeire építő költemények. Ilyen például az Angulimála-szutta, amelyben Angulimála, a gyilkosból lett szerzetes, meglát egy vajúdó nőt és kéri Buddha segítségét. Buddha azt válaszolja neki, hogy Angulimála áldja meg a nőt egy vers által, ami Angulimála saját erényeiről szól (MN 86.):
Lányom, nemes lelkű születésem óta4, nem emlékszem, hogy szándékosan megfosztottam volna egy élőlényt is az élettől. Ez az igazság hozzon neked enyhülést szenvedésedre és enyhüljön szenvedése gyermekednek.
A théraváda hagyományban ezt a verset használják az áldott állapotban lévő nőknél.

## Magyarul
- Az Oltalom Könyve. Szutták és Paritták; ford., szerk., jegyz. Ermesz Csaba; szerzői–Szenge Könyvek, Bp., 2009